# Androscoggin (rzeka)
Androscoggin (ang. Androscoggin River) – rzeka w Stanach Zjednoczonych, w północno-wschodniej części stanu New Hampshire i zachodniej części Maine, dopływ rzeki Kennebec. Długość rzeki wynosi 280 km.
Rzeka wypływa z jeziora Umbagog, na wysokości 380 m n.p.m. Płynie początkowo w kierunku południowym, do okolic miasta Gorham, gdzie skręca na wschód. W pobliżu Jay zwraca się na południe. Uchodzi do słodkowodnej zatoki Merrymeeting na rzece Kennebec, nieopodal ujścia tej ostatniej do Oceanu Atlantyckiego.
Większe miejscowości położone nad rzeką to Berlin, Gorham, Bethel, Rumford, Mexico, Dixfield, Jay, Livermore Falls, Lewiston, Auburn, Lisbon Falls, Topsham i Brunswick.
Wzdłuż rzeki funkcjonowały liczne papiernie i przędzalnie, zasilane pozyskiwaną z nią energią wodną.